# BLUE TEARS
『BLUE TEARS』（ブルー・ティアーズ）は、日本のロックバンド、JUDY AND MARYの2枚目のシングル。

## 解説
1993年11月21日にエピックレコーズよりリリースされた。1996年にはフジテレビ系バラエティ番組『めちゃ2イケてるッ!』の初代エンディングテーマとして使用され、その後2018年放送分のエンディングテーマとして使用された（3月3日放送分を除く。また、同31日はオープニングで使用された）。
2006年には、映画『シムソンズ』の主題歌として使われる。JUDY AND MARYのシングルのうち、唯一オリコンTOP100入りを逃している。調はト長調。

## 収録曲
1. BLUE TEARS (3:23)
2. LOLITA A-GO-GO (2:43)
3. BLUE TEARS (backing track) (3:21)

全曲　作詞：YUKI　作曲：恩田快人　編曲：JUDY AND MARY

## 収録アルバム
- BE AMBITIOUS (#1、原曲)
- J・A・M (#1,2)
- FRESH (#1)
- The Great Escape -COMPLETE BEST- (#1)
- COMPLETE BEST ALBUM「FRESH」 (#1、吹雪の音が長い)

## カバー
- 2017年、五島潤（大野柚布子）、紅葉谷希美（遠藤ゆりか）、金城そら（古賀葵）(シングル『羽ばたきのバースデイ』に収録)